# 多阶段睡眠
多階段睡眠（Polyphasic sleep），亦作多相睡眠或达芬奇睡眠，是一种将人类习惯的单次睡眠过程分散成多个睡眠周期进行，以達成减少總睡眠时间的睡眠方式。這種睡眠方式是由維也納大學科學家J.S.席曼斯基（J. S. Szymanski）在1918年研究動物的睡眠行為時發現，並發現人類亦有這種睡眠方式。一般來說，成年人在24小時的日常生活階段可以分為工作和睡眠(包括午睡)兩部份，這種生活方式亦被稱為「双相睡眠」（Biphasic sleep）。
然而，許多醫學研究者表明對身體健康的憂慮，特別是這種方式沒有機會進入深度睡眠，再到對腦極重要的REM睡眠，或者週期縮短導致生理時鐘被嚴重干擾，而許多親身體驗的網路人物，以及參與實驗的人員經歷也顯示，這種方式僅僅在短期的急迫前提下有效，只使人以短睡來延續最基本的身體機能，很快又會再度疲勞而精神不濟，造成打瞌睡頻頻或睡過頭等，不可能長期保持最佳狀態下去。

## 理論
多阶段睡眠的支持者認為，这种方法可以令時間過得更為充實，可以在一星期内节约20-30个小时，并且精力更加充沛。相傳达·芬奇就是采用多相性睡眠，他每隔4个小时就睡20分钟。由於人类在生理学非常适合多相性睡眠，所以也可根据工作的具体状况，在白天按时分期睡眠。多階段睡眠在开始實行時的一至两周内是很难接受的，测试结果表明受测者并没有受到这种将睡眠分散成若干个小睡眠片段方式的影响，但是，多睡眠方式需要一个计划表，这样才能够协助完成。
波蘭記憶和睡眠專家彼得·沃茲尼亞克博士在《多相睡眠：事實與誤區》一文中稱，至今未有確切資料證實达·芬奇是個多相睡眠者，反而有很多不支持多相睡眠的證據：达·芬奇所處的文藝復興時期沒有電燈、電視和豐富的夜生活，人們習慣日出而作，日落而息；达·芬奇本人說過「正如充實的一天會帶來愉快的睡眠，好好度過的一生也會帶來幸福的死亡」；有达·芬奇的傳記描述，他在畫《最後的晚餐》時一天到晚連續不停地忘我工作，甚至不吃不喝。
針對多相睡眠法支持者認為許多名人也採用此種方法，沃茲尼亞克對拿破崙等人進行考證，發現他們似乎都沒有多相睡眠的習慣。但網上宣稱多相睡眠的名人名單越來越長，新人包括愛因斯坦、愛迪生、丘吉爾，甚至還有李小龍；沃茲尼亞克認為，這些人已過世，普通人很難搞清楚他們的多相睡眠是真是假。
開始實行多相睡眠之後就睡得不好，醒來很困難，常常睡過規定的時間，醒後行動踉蹌，不良反應進一步發展，接著出現了難以控制的嗜睡、體溫異常等一系列身體反應；常常因為睡過頭而不斷地自責；醒著的時間多了，但不能有效地利用，只能靠反复地進行一些活動來熬時間……
美國加州大學的睡眠專家莎拉・梅德尼克等人認為，多相睡眠會破壞人體的晝夜節律，導致身心疲倦、焦慮緊張、免疫力下降等不良反應。

## 定理
此理论支持者认为：
白天工作，晚上睡觉是正常人采用的睡眠，也叫深度睡眠（深度睡眠）。单次性睡眠是一天一次睡个够，这只有人类和灵长类动物才会的。所谓多相睡眠，就是一会儿醒一会儿睡，狗和猫的睡觉就是一些例子。在日常生活中，單相的睡眠包含數個階段。其中可能有一些不符合數量或比例上的階段，都是自然地發生。但人有时也会多相性睡眠，所以才会打盹和午睡。
人从子宫裡出生，无论谁都是多相性睡眠。那时会不分昼夜地睡16个小时左右。长到3～4个月左右时，就会受周围环境的影响渐渐变成晚上睡觉、白天工作的作息习惯。但有些人仍保留着每天午睡的习惯。
多階段睡眠對於需要輪班工作制的人員來說更為合適。

## 類型
多階段睡眠的意思是指在24小時內，實踐多次睡眠，通常多於兩次，而且和兩次性的睡眠形成對比。除此之外，它並不建議有特別制定的時間表。

### 方式比較
根據網站的論據，對幾種較常見的睡眠方式進行了對比。

| 名稱                                        | 總睡眠時間    | 方式                           |  |
| ------------------------------------------- | ------------- | ------------------------------ |  |
| 單次                                        | ≈8.0小時      | 8小時睡眠                      |  |
| 兩次                                        | ≈6.333...小時 | 6小時睡眠 + 20分鐘午睡         |  |
| 兩次(90分鐘午睡)                            | 6小時         | 4.5小時睡眠 + 90分鐘午睡       |  |
| 普通人 (2次短睡)                            | 5.167...小時  | 4.5小時睡眠 + 2次20分鐘短睡    |  |
| 普通人 (3次短睡)                            | 4小時         | 3小時睡眠 + 3次20分鐘短睡      |  |
| 普通人 (4至5次短睡)                         | ≈3小時        | 1.5小時睡眠 + 4至5次20分鐘短睡 |  |
| Dymaxion                                    | 2小時         | 4次30分鐘短睡(每6小時)         |  |
| 超人 (借用德國哲學家尼采的'Übermensch'字眼) | 2小時         | 6次20分鐘短睡(每4小時)         |  |

## 延伸阅读
- Claudio Stampi. Why We Nap, Evolution, Chronobiology, and Functions of Polyphasic and Ultrashort Sleep. (1992) ISBN 0-8176-3462-2
- Jerome M. Siegel. (2001) The REM sleep-memory consolidation hypothesis. Science 294(5544):1058-63.
- . 美国科学前沿. 公共广播电视公司. Chedd-Angier Production Company. 1990–1991. （原始内容存档于2006）.

- Dymaxion Sleep （页面存档备份，存于）, TIME magazine, Oct. 11, 1943.
- Tietzel, Amber J. & Lack, Leon C. (2002) The recuperative value of brief and ultra-brief naps on alertness and cognitive performance. Journal of Sleep Research 11 (3), 213-218.